# Victor Franz Hess

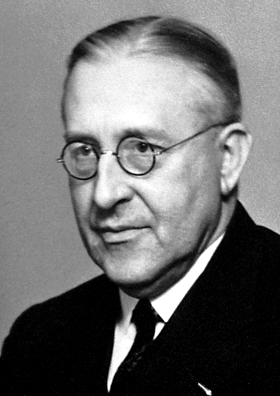
Victor Franz Hess

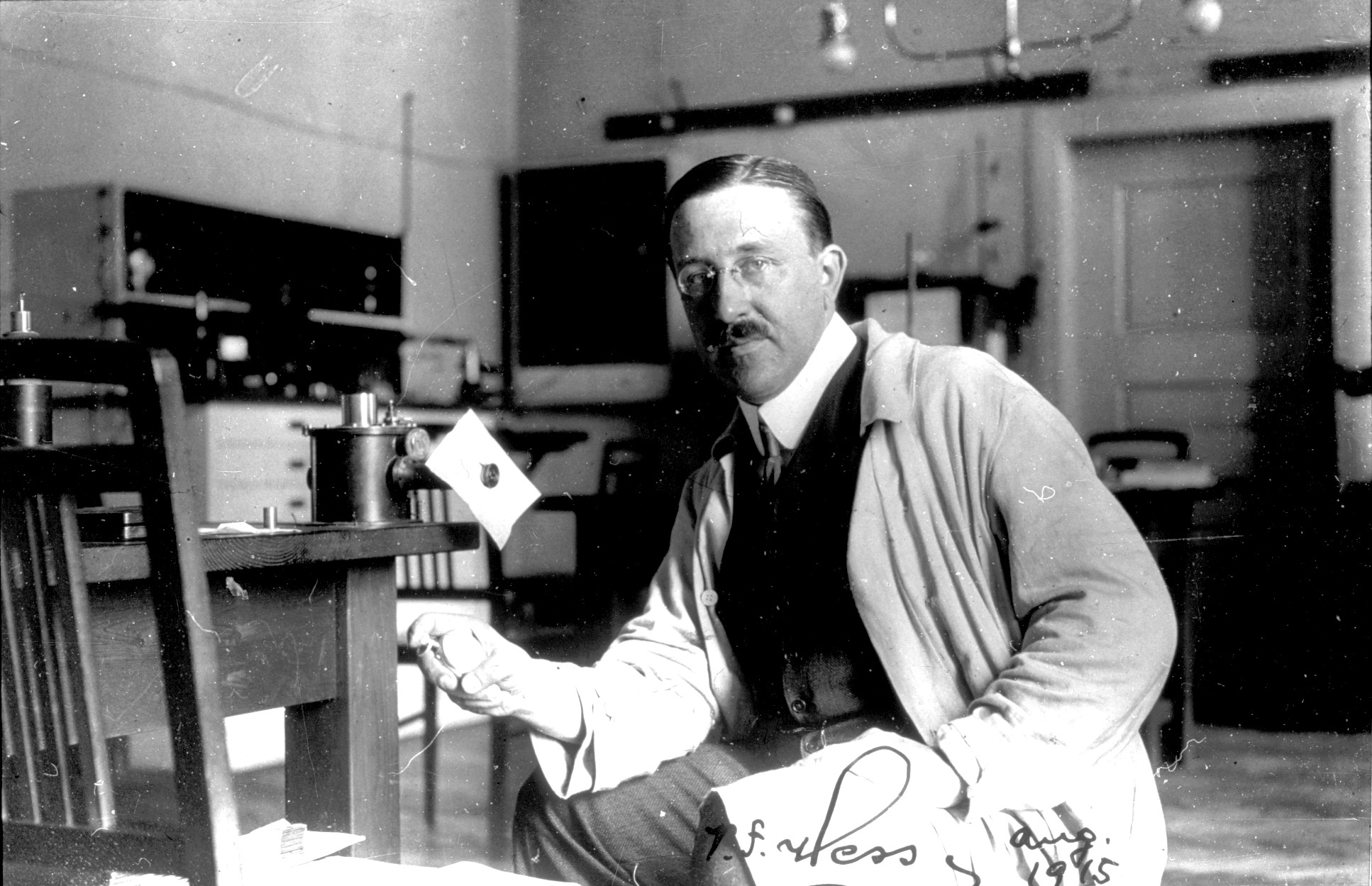
Victor Hess im Jahr 1915

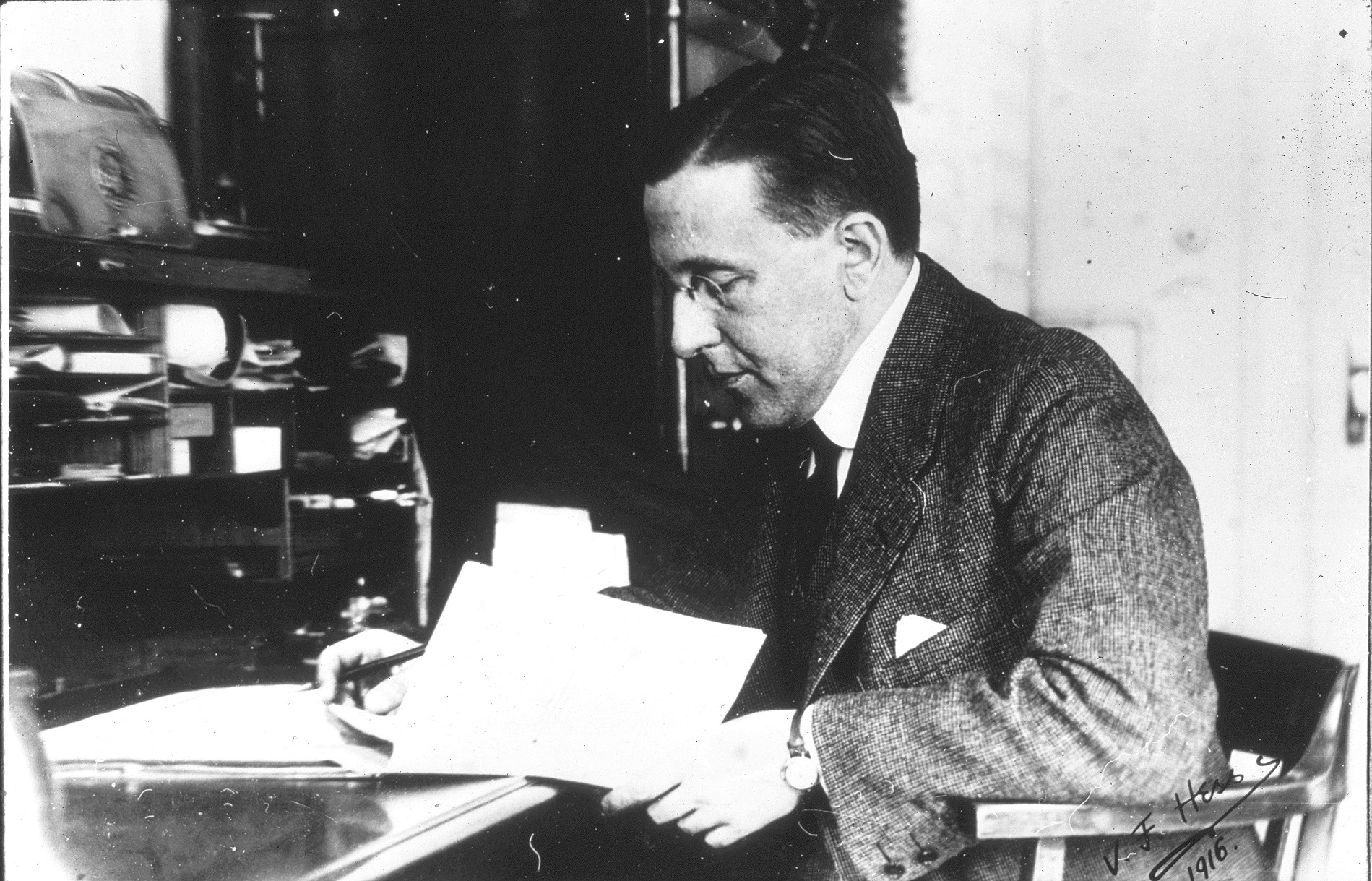
Victor Hess im Jahr 1916

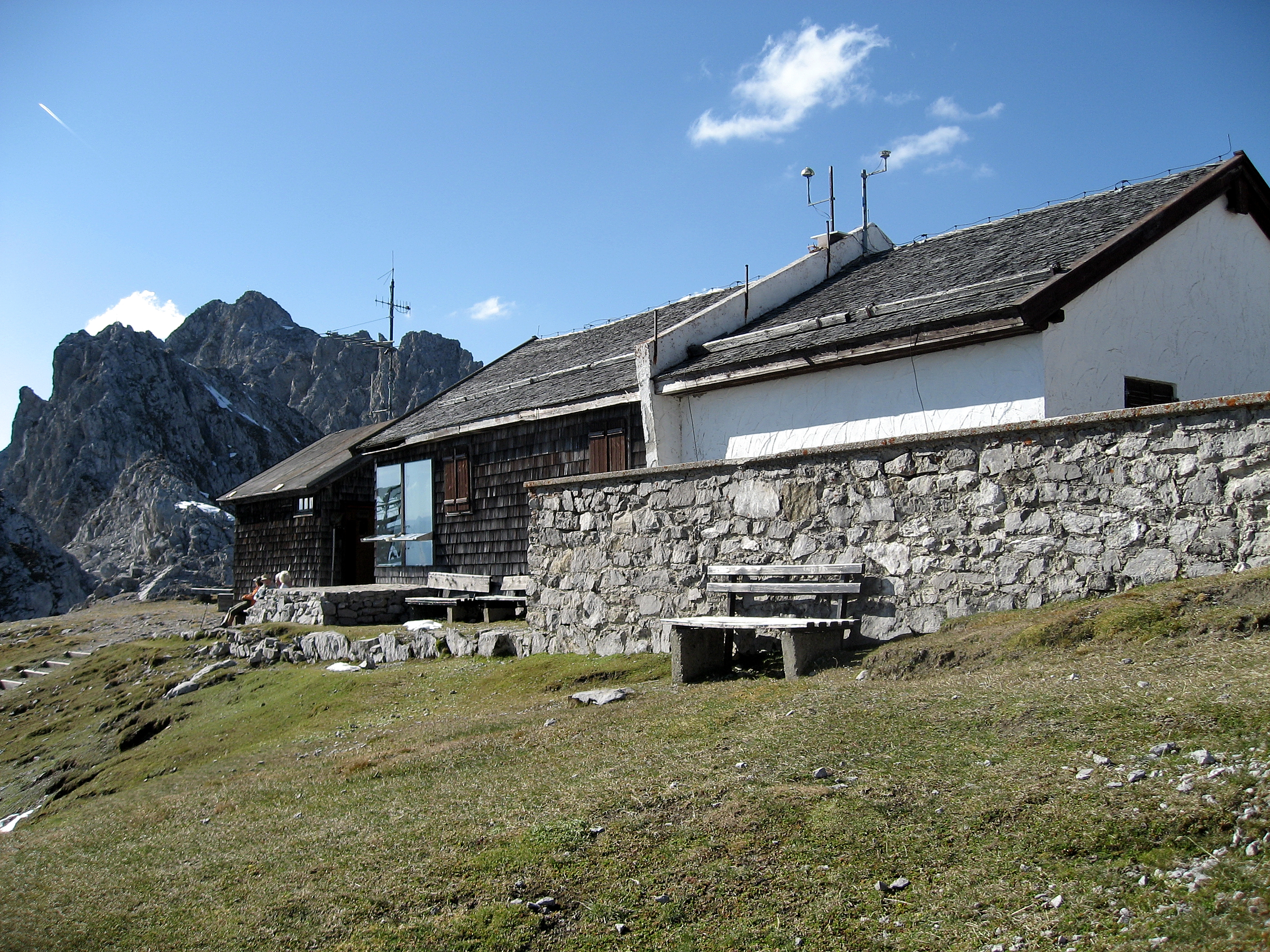
Mittleres Gebäude: Die Messstation am Innsbrucker Hafelekar

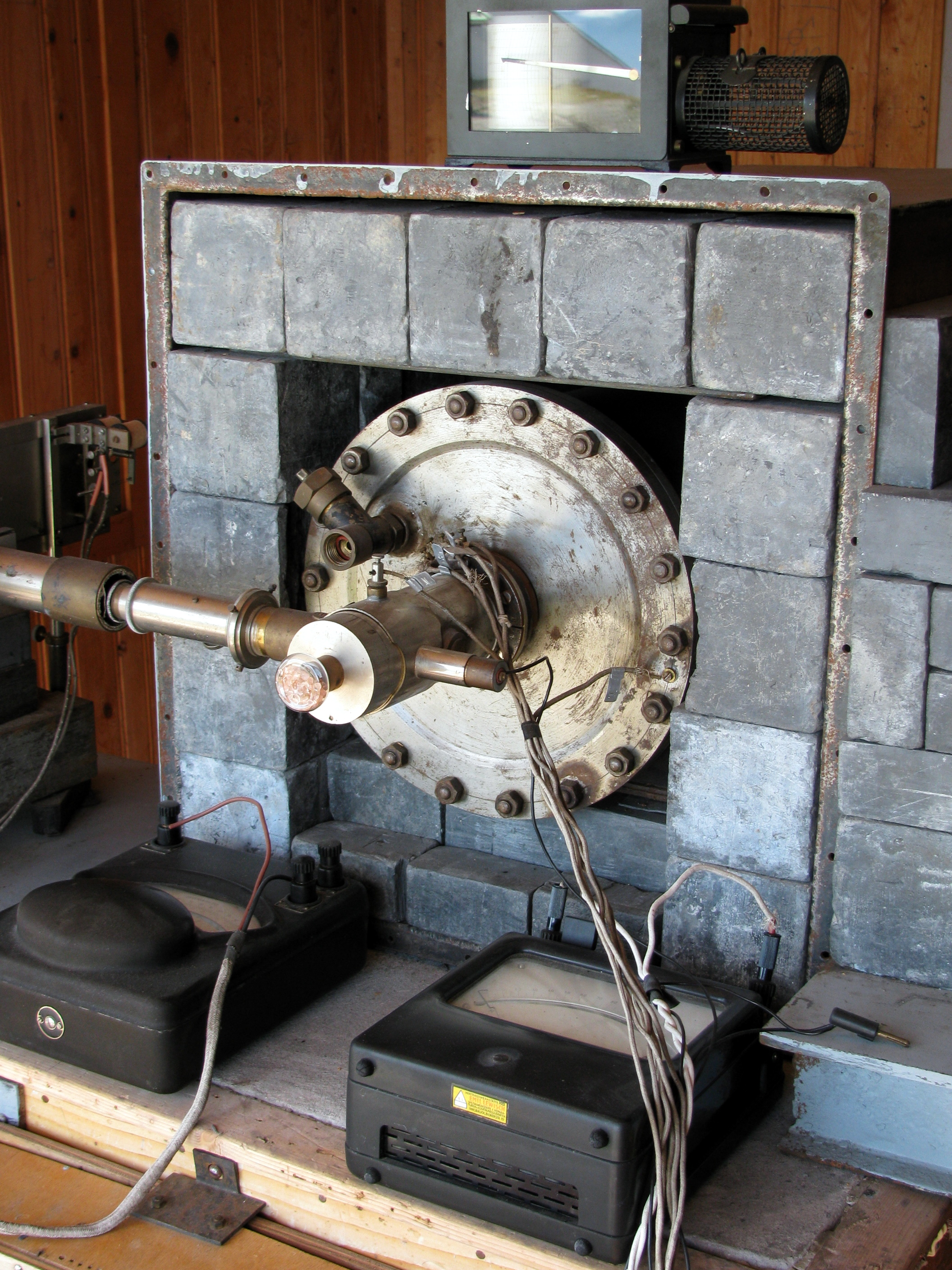
Original-Steinke-Apparat auf dem Hafelekar zur Messung der kosmischen Strahlung

Victor Franz Hess (* 24. Juni 1883 in Schloss Waldstein nahe Deutschfeistritz, Herzogtum Steiermark, Österreich-Ungarn; † 17. Dezember 1964 in Mount Vernon, New York) war ein österreichischer Physiker. Für die Entdeckung der kosmischen Strahlung erhielt er 1936 den Nobelpreis für Physik.

## Leben
Hess war der Sohn von Vinzenz Heß († 6. April 1917 in Graz: Alter: 74), zunächst Förster in Diensten von Karl Anselm Kraft Prinz von Oettingen-Wallerstein, zuletzt Forstrat sowie Direktor der Domäne von Karl Heinrich Graf Bardeau. Seine Mutter war Seraphine Großbauer Edle von Waldstätt († 8. Oktober 1913 in Graz: Alter: 72), eine Tochter des Forstwirtschaftslehrers Franz Großbauer Edler von Waldstätt. Die Ausbildung erhielt Hess zur Gänze in Graz – von 1893 bis 1901 im Gymnasium, anschließend an der Karl-Franzens-Universität, wo er 1906 „Sub auspiciis Imperatoris“ promoviert wurde.
In den Jahren 1906 und 1907 arbeitete er am Mineralogischen Institut der Universität Wien. Von 1908 bis 1920 hatte er die Honorarprofessur für Medizinische Physik an der Wiener Tierärztlichen Hochschule inne (heute: Veterinärmedizinische Universität Wien). Im Jahr 1937 erhielt er das Ehrendoktorat dieser Hochschule.
Von 1910 bis 1920 arbeitete er nach einer kurzen Zeit am 2. Physikalischen Institut der Universität Wien, wo ihn Egon Schweidler mit den neuesten Erkenntnissen auf dem Gebiet der Radioaktivität vertraut machte, am neu gegründeten Institut für Radiumforschung der Österreichischen Akademie der Wissenschaften als Assistent unter Stefan Meyer. Im Ersten Weltkrieg leitete Hess die Röntgenabteilung eines Reservelazaretts.
Bei einem seiner Ballonaufstiege, der ihn von Aussig in Böhmen nach Pieskow in Brandenburg führte, entdeckte Hess am 7. August 1912 die Kosmische Strahlung, die er noch Höhenstrahlung nannte. Er bezog sich dabei auf die nicht veröffentlichten Daten (da ein Messfehler vermutet wurde) des Physikers Karl Bergwitz, der diese bereits 1908 registriert hatte. Er veröffentlichte die Entdeckung in der Physikalischen Zeitschrift.
1919 wurde Hess als außerordentlicher Professor an die Universität Graz berufen, um nur kurze Zeit später für zwei Jahre in den USA zu arbeiten, wo er u. a. über an der medizinischen Anwendung des Radiums arbeitete. Zurück in Graz, beschäftigte er sich jedoch mangels finanzieller Mittel vornehmlich mit der Luftelektrizität. Ab 1931 als Professor an der Universität Innsbruck, leitete er dort das neu entstandene Institut für Strahlenforschung, musste sich dort aber auch aufgrund noch in Wien erlittener Radiumverbrennungen (= lokale starke Einwirkung radioaktiver Strahlung auf Körpergewebe) einer Daumenamputation und einer Operation am Kehlkopf unterziehen. Auf seine Initiative geht die Messstation am Hafelekar in Innsbruck zur Beobachtung der Kosmischen Strahlung zurück.
Von 1934 bis 1938 gehörte er als Vertreter der Wissenschaft dem Bundeskulturrat im sogenannten Ständestaat an.
1936 erhielt Hess gemeinsam mit Carl David Anderson den Nobelpreis für Physik für jene Arbeiten, die in Wien 1912 zur Entdeckung der Kosmischen Strahlung geführt hatten. 1937 wurde er neuerlich an die Karl-Franzens-Universität Graz berufen.
Als kosmopolitisch denkender Mensch und aktiver Katholik bekannte sich Hess zu seiner Ablehnung des Nationalsozialismus. Nach dem Anschluss Österreichs an das Deutsche Reich wurde Hess kurzfristig verhaftet. Am 28. Mai 1938 wurde er 55-jährig zunächst in den vorläufigen Ruhestand versetzt und im September 1938 schließlich fristlos und ohne Pensionsanspruch entlassen. Zudem wurde er gezwungen, das in Schweden erhaltene und von ihm dort investierte Nobelpreisgeld gegen deutsche Reichsschatzscheine umzutauschen. Noch im selben Jahr emigrierte er mit seiner jüdischen Frau in die USA, wo er an der Fordham University in New York City seine Arbeiten fortsetzte. 1944 erhielt er die US-amerikanische Staatsbürgerschaft. Nach dem Zweiten Weltkrieg reiste er noch mehrmals nach Wien und Innsbruck.
Victor Hess ist am Mount Calvary Friedhof in White Plains (New York) begraben.

## Auszeichnungen (Auszug)
- Lieben-Preis 1919
- Korrespondierendes Mitglied der Österreichischen Akademie der Wissenschaften 1933, 1940 aus rassistischen Gründen ausgeschlossen
- Österreichisches Ehrenzeichen für Kunst und Wissenschaft 1936
- Nobelpreis für Physik 1936
- Österreichisches Ehrenzeichen für Wissenschaft und Kunst 1959
- Nach Victor Hess ist ein Mondkrater benannt.
- Zu Ehren von Victor Hess lautet das Akronym des High Energy Stereoscopic System in Namibia (auf der Farm Göllschau) H.E.S.S.
- Der im Herbst 2000 überwiegend vom Weltrauminstitut bezogene Neubau der ÖAW in Graz, Schmiedlstraße 6 wurde Victor Franz Hess-Forschungszentrum benannt.
- 2012 erinnern die Österreichische Akademie der Wissenschaften und andere Forschungsinstitutionen mit Symposien und Festveranstaltungen an Victor Hess.[12]
- Victor Hess zu Ehren ließ das Institut für Hochenergiephysik am 1. September 2012 einen Stratosphärenballon vom Grazer Schlossberg aufsteigen.[13]
- Am 12. Juli 2014 wurde der Asteroid (361530) Victorfranzhess, der in der Sternwarte Gaisberg von Richard Gierlinger entdeckt wurde, nach ihm benannt.
- Die Victor-Franz-Hess-Messstation auf 2300 m Seehöhe am Hafelekar bei Innsbruck wurde am 30. September 2022 als Erlebnismuseum eröffnet und als  dritter Platz in Österreich als European Physical Society (EPS) Historic Site gewürdigt.[14]

## Publikationen (Auszug)
- Victor F. Hess: Über das Brechungsvermögen von Mischungen zweier Flüssigkeiten unter Berücksichsichtigung (sic!) der beim Mischen eintretenden Volumänderung. (Inaugural-)Dissertation. Universität Graz, Graz 1905 (handschriftlich). (unipub.uni-graz.at, Volltext, PDF; 19,5 MB).
- Victor F. Hess, Heinz Th. Graziadei, Rudolf Steinmaurer: Untersuchungen über die Intensitätsänderungen der kosmischen Ultrastrahlung auf dem Hafelekar (2300 m). Aus: Bericht über die Tagung der Schweizerischen Physikalischen Gesellschaft. In: Helvetica Physica Acta. Band 7/1934. Birkenhäuser, Basel 1934, S. 669 f. (e-periodica.ch, Volltext)

## Audiovisuelle Medien
- Rudolf Steinmaurer: Nobelpreisträger Victor Franz Hess, der Entdecker der Kosmischen Strahlung. Österreichisches Bundesinstitut für den Wissenschaftlichen Film (Produzent), Innsbruck 1962. – Video online (11:43).